# Боркусевич, Сигизмунд Иосифович
Сигизму́нд Ио́сифович Боркусе́вич (1892 — 1930) — советский дипломат, организатор Белорусского общества Красного Креста.

## Биография
Член РКП(б).
В 1921 году — народный комиссар здравоохранения Белорусской ССР.
С 1921 года — заместитель народного комиссара здравоохранения Белорусской ССР.
С 6 июня 1921 года — председатель Белорусского общества Красного Креста.
До 1925 года — референт Отдела стран Прибалтики и Польши НКИД СССР.
В 1925—1926 годах — первый секретарь Полномочного представительства СССР в Латвии.
В 1926 году — поверенный в делах СССР в Латвии.
В 1928—1929 годах — ректор Одесского медицинского института.
Похоронен на Втором одесском кладбище. Могила не сохранилась.